# 阿让通莱瓦莱
阿让通莱瓦莱（法語：Argenton-les-Vallées，法語發音：[aʁʒɑ̃tɔ̃ le vale]）是法国德塞夫勒省的一个旧市镇，属于布雷叙尔区。阿让通莱瓦莱于2006年由原市镇阿让通堡、博埃斯和桑宰合并而成。2016年，阿让通莱瓦莱与临近的5个市镇合并为新市镇阿让托奈。

## 地理
阿让通莱瓦莱（46°59'5"N, 0°26'59"W）面积29.06 平方千米，位于法国新阿基坦大区德塞夫勒省，该省份为法国西部内陆省份，北起曼恩-卢瓦尔省，西接旺代省，南至夏朗德省和滨海夏朗德省，东临维埃纳省。
与阿让通莱瓦莱接壤的市镇（或旧市镇、城区）包括：勒布勒伊苏萨让通、穆捷苏萨让通、布雷敘爾、拉库德尔、圣克莱芒坦、埃蒂松、圣莫里斯-拉富日勒斯。

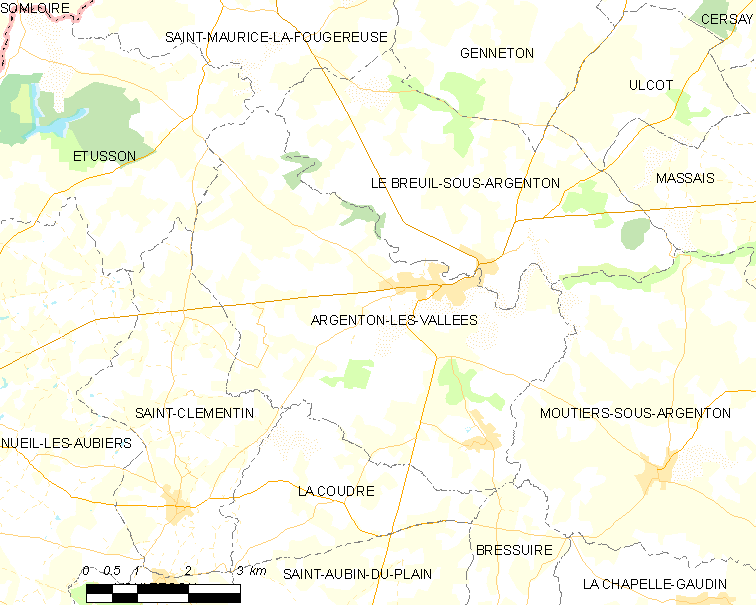
阿让通莱瓦莱的OSM定位图

阿让通莱瓦莱的时区为UTC+01:00、UTC+02:00（夏令时）。

## 行政
阿让通莱瓦莱的邮政编码为79150、79300，INSEE市镇编码为79013。

## 政治
阿让通莱瓦莱所属的省级选区为莫莱翁县。

## 人口

1962-2008年间阿让通莱瓦莱人口变化图示

阿让通莱瓦莱于2018年1月1日时的人口数量为1578人。